# 楊揚
楊揚（よう よう、ローマ字:Yang Yang (A)、1976年8月24日- ）は、中華人民共和国のショートトラックスピードスケート選手。1998年長野オリンピックから3大会連続オリンピックに出場。2002年ソルトレークシティオリンピックで金メダル2個を獲得したのをはじめ、3大会で5個のメダルを獲得。黒竜江省ジャムス市出身。
楊揚がソルトレイクシティの500mで獲得した金メダルは中国選手が冬季オリンピックで獲得した初めての金メダルとなった。楊揚は、オリンピックのほか世界選手権でも、数多くのメダルを獲得している。
楊揚と同時期に中国のショートトラックスピードスケートには「楊陽」という選手がおり、漢字の表記では、楊揚と楊陽は区別できるが、発音ではともに「Yang Yang」（ヤンヤン）となってしまうため、区別するため名前の後に「A」をつけて「楊揚A」、一方で楊陽は「楊陽S」と表記された。当初は、年長の楊揚を大(large)として「L」を、楊陽を小(small)として「S」と表記していたが、楊揚は「L」を拒んだため、2人の誕生月で区別することとし、8月(August)生まれの楊揚は「A」、9月(September)生まれの楊陽は「S」となった。
2010年2月の国際オリンピック委員会総会で委員に就任。
なお、「楊陽S」の引退後も、「楊揚A」は「A」をつけている。